# Villavicencio de los Caballeros
Villavicencio de los Caballeros es una villa y municipio perteneciente a la provincia de Valladolid, en la comunidad autónoma de Castilla y León (España). Tiene una superficie de 36,06 km² con una población de 240 habitantes y una densidad de 7,07 hab/km².

## Naturaleza
Parte de su término municipal se integra dentro de la ZEPA Penillanuras-Campos Sur y de la  ZEPA Penillanuras-Campos Norte.

## Historia
Su primitivo asentamiento estuvo ubicado en el denominado Teso del Castro, un cerro que domina sobre el río Valderaduey, donde se han hallado restos arqueológicos datados entre la Edad del Hierro y la época romana.
El primer señor documentado de Villavicencio fue Miguel Fernández de Villavicencio, ricohombre de Castilla durante el reinado de Enrique I, y cuyo hijo García Rasura de Villavicencio participó en la batalla de las Navas de Tolosa (1212).
Posteriormente, en el año 1221, a Villavicencio le fueron otorgados fueros propios.
En 1712 el rey Felipe V de España otorgó el Marquesado de Casa Villavicencio a Lorenzo de Villavicencio y Negrón.
Con la creación de las actuales provincias en 1833, Villavicencio de los Caballeros quedó encuadrado en la provincia de Valladolid, dentro de Castilla la Vieja.

## Geografía humana

### Demografía
Cuenta con una población de 221 habitantes (INE 2024).
| Gráfica de evolución demográfica de Villavicencio de los Caballeros entre 1842 y 2021                                                                                       |
| |
| Población de derecho según los censos de población del INE Población de hecho según los censos de población del INEEn estos censos se denominaba Villavicencio: 1842 y 1857 |

| 386                         | 359 | 301 | 294 | 282 | 251 | 235 | 232 |
| (Fuente: http://www.ine.es) |     |     |     |     |     |     |     |

## Monumentos y lugares de interés

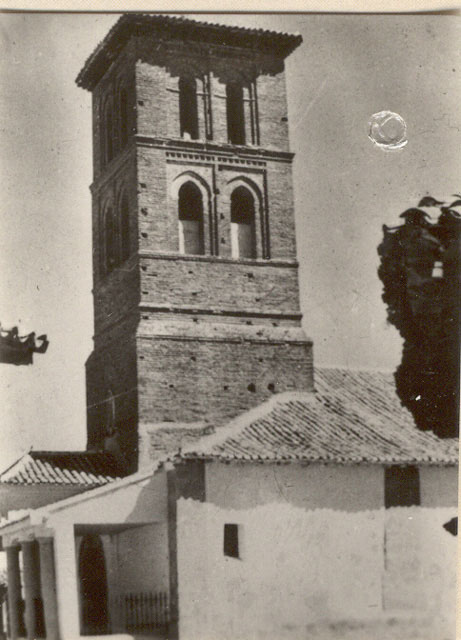
Fotografía antigua de la torre de la iglesia de San Pedro

Dentro de sus monumentos destacan la torre de la iglesia de San Pelayo, de estilo mudéjar, y las iglesias de San Pedro y de Santa María, ambas del siglo XVI, que conservan un retablo de la escuela de Gaspar Becerra y Esteban Jordán y una copia de San José, de Gregorio Fernández. Otros monumentos son la casa-palacio de los Franco y la fachada del antiguo Priorato, que perteneció al Real Monasterio de San Benito de Sahagún.

## Cultura

### Fiestas
Celebra sus fiestas patronales el 14 de septiembre en honor del Cristo de la Gracia, y es conocida su festividad de la Semana Santa, en la que celebran la Tercera orden de San Francisco.